# Julius Troschel

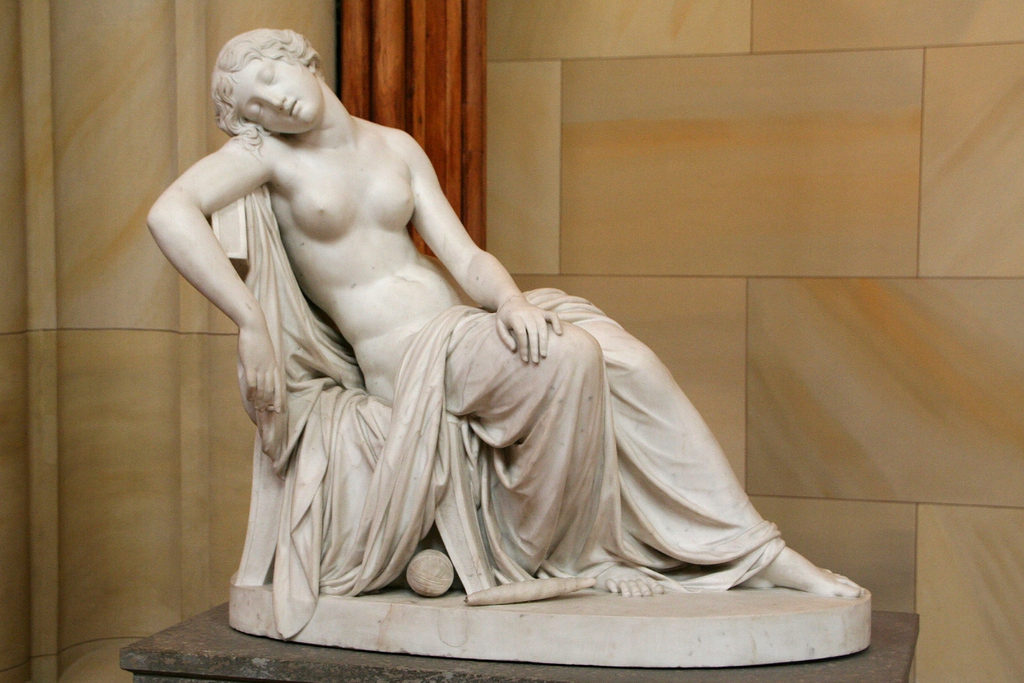
Julius Troschel: Ruhende, 1860

Julius Troschel (* 30. Juli 1806 in Berlin; † 26. März 1863 in Rom, Italien) war ein deutscher Bildhauer.

## Leben
Julius Troschel, eins von zwölf Kindern des Justizrats und Sonntagsmalers Ernst Leberecht Troschel (1776–1850), wurde ab 1824 Schüler von Christian Daniel Rauch und stellte noch im gleichen Jahr erstmals ein Theseusrelief aus. 1833 wurde ihm für das Relief Telemachos bittet Odysseus um das Leben des Sängers Pheimios der Staatspreis zuerkannt, das heißt, er bekam damit ein Stipendium, um sich in Rom weiterzubilden. Er bewarb sich 1837 erfolglos um eine Anstellung an der Düsseldorfer Akademie. Er heiratete in Rom Vittoria Buti und schuf überwiegend Reliefs und Statuetten zu mythologischen und genrehaften Themen, außerdem noch einige Bildnisbüsten sowie Grabdenkmale. 1844 wurde sein Sohn Wilhelm Troschel, der ebenfalls Bildhauer werden sollte, in Rom geboren.

## Werke
- Reliefbildnis eines Unbekannten (Gips, 1830), im Bestand der Nationalgalerie Berlin
- Büste Bischof Neander (AA 1830)
- Büste Friedrich Wilhelm III (AA 1830)
- 14 Reliefs mit Szenen zur Geschichte Kaiser Trajans (Rom, Villa Torlania)
- Basrelief Johann Joachim Winckelmann für dessen Geburtstag 1837 (Winckelmann als Genius, der die nordische mit der südlichen Kunst verbindet)
- Büste Fanny Elßler
- Grabmal des Malers Franz Ludwig Catel (1857, Rom, S. Maria del Popolo)
- Ariadne und Orestes, Statuetten (AA 1838)
- Trauernder Ajax, Standbild (AA 1838) (sein gelungenstes Werk Georg Kaspar Nagler)
- Büste der Schauspielerin und Sopranistin Wilhelmine von Wrochem
- Schlafende Spinnerin (1840), in Marmor 1860, im Bestand der Nationalgalerie Berlin (aus Besitz der Hohenzollern, 1945 als Beutekunst in die UdSSR, 1959 zurückgegeben)
  - dito in der Neuen Pinakothek München (1842) erhalten
  - dito im Osborne House auf der Isle of Wight erhalten
- Betendes Mädchen, 1840
- Büste Graf Brühl
- Büste Kardinal Orioli
- Grabdenkmal Sophia von Hohenlohe (Trauernder Engel, 1842, Rom, Campo Santo Teutonico)
- Badende (AA 1842)
- Bacchus in der Schwinge (AA 1844), (früher im Besitz der Fürstin Liegnitz)
- Standbild Amor (früher im Besitz des Bankiers Fürst) (AA 1844)
- Unschuld (AA 1844)
- Im Auftrag von Baron Lotzbeck aus Bayern arbeitete Troschel 1846 freie Kopien nach 8 mythologischen Marmorreliefs (1. Jahrhundert) für den Palazzo Spada in Rom
- Büste Papst Pius IX. (1846) (eins seiner besten Werke Georg Kaspar Nagler)
- Flachsbrecherin (1851) in der Loggia der Orangerie Potsdam erhalten
- Treue (Knabe mit Hund, AA 1856)
- Bacchus im Korbe, lebensgroß in Marmor (1853) im Malachitzimmer der Orangerie Potsdam erhalten
  - dito verkleinert in Gips im Bestand der Nationalgalerie Berlin erhalten
  - dito verkleinert in Bronze in unbekanntem Besitz
- Herkulesknaben mit Schlangen (1852) im Malachitzimmer der Orangerie Potsdam erhalten
- Satyrknabe (1852) im Malachitzimmer der Orangerie Potsdam erhalten
- Gefesselter Faun (1855)
- Sitzendes Mädchen/Ruhende (1860, Berlin, Nat.-Gal., Depot) → identisch mit der Schlafenden Spinnerin von 1840, siehe oben
- Bronzebrunnen (ehemals Berlin)

- Undatiert: Der Triumph der Jungfrau Maria
- Undatiert: Tänzerin

Reliefs in der Neuen Pinakothek in München
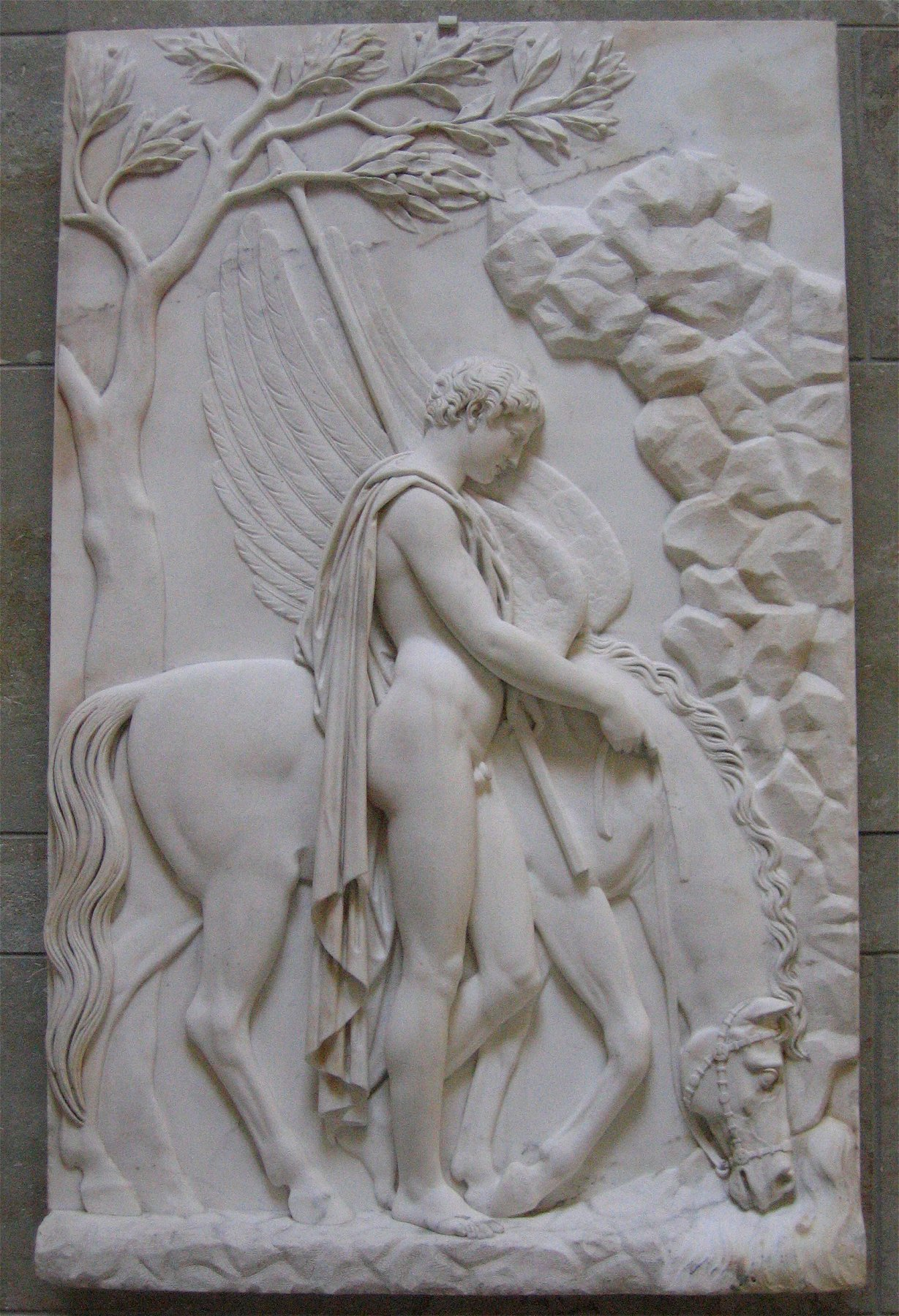
Bellerophon und Pegasus, um 1840/50
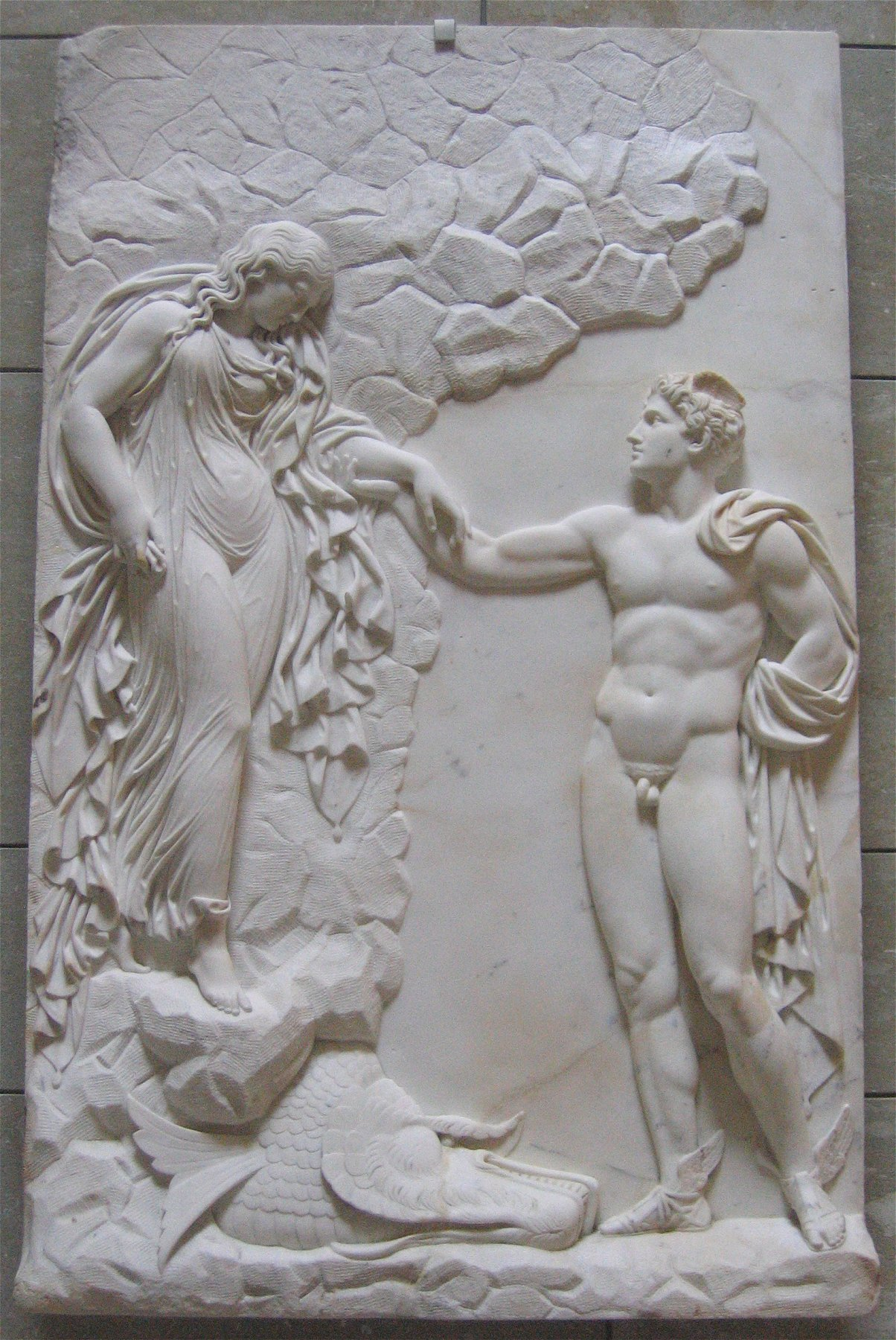
Perseus und Andromeda, um 1840/50
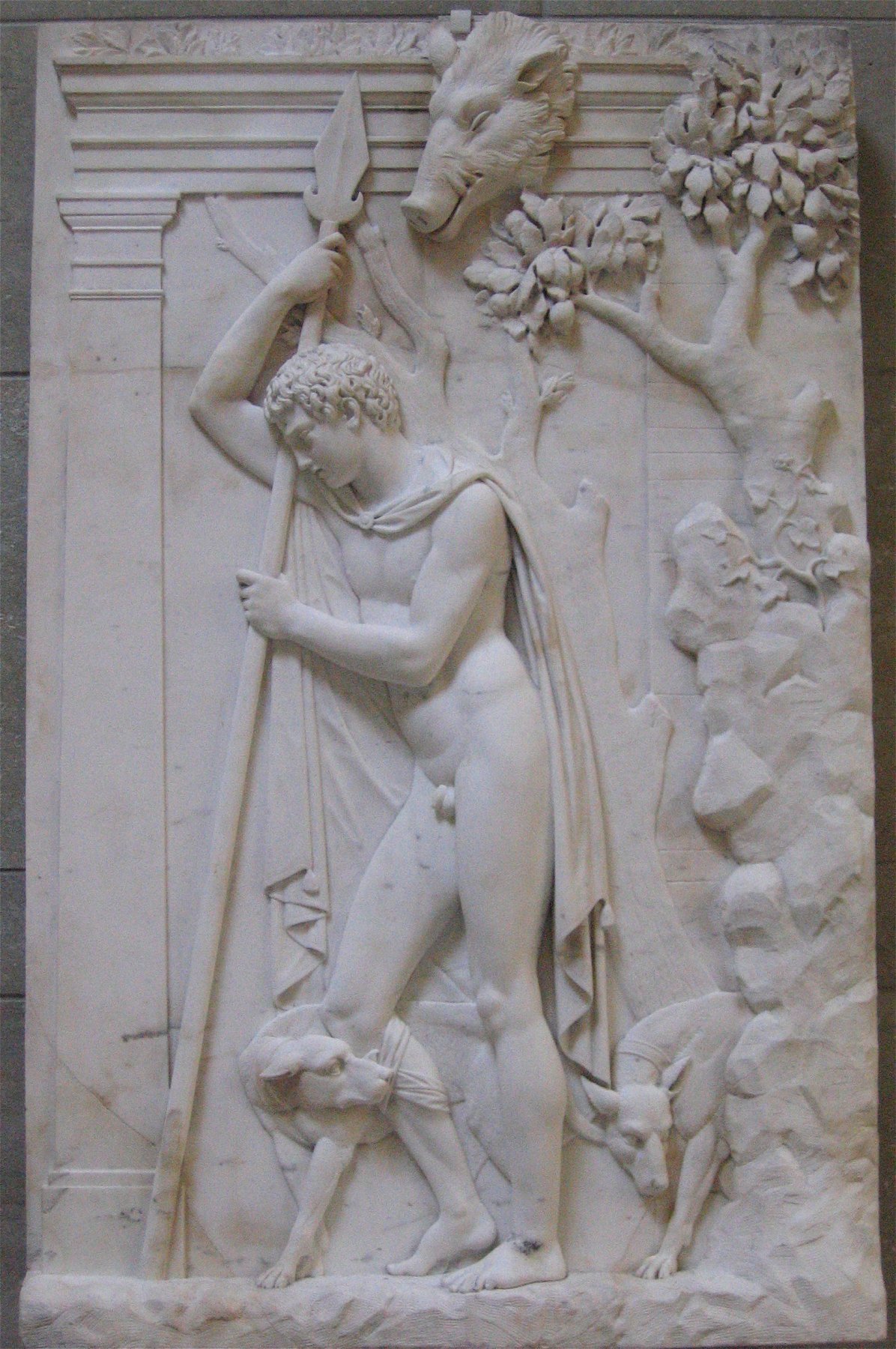
Tod des Adonis, um 1840/50
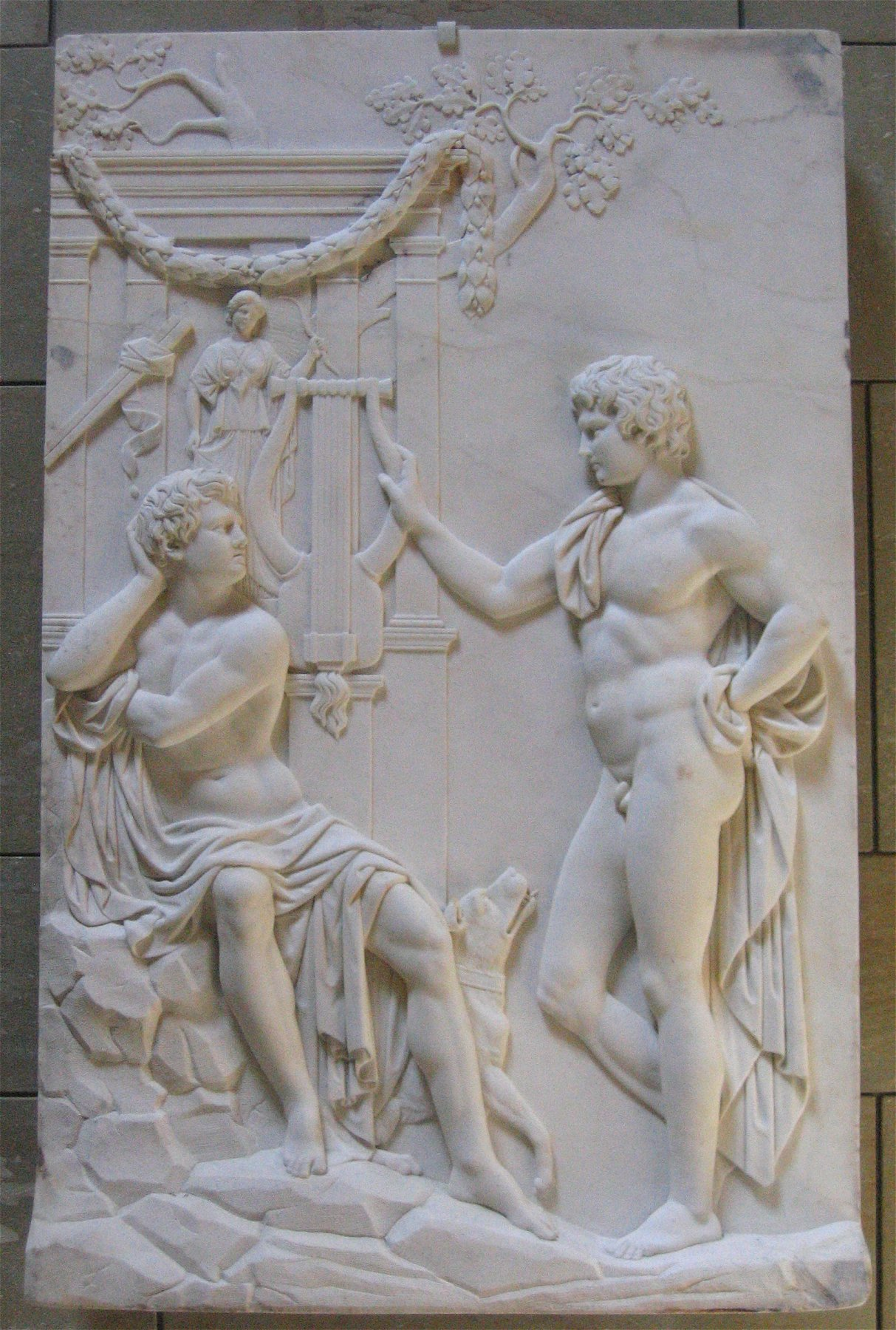
Zethus und Amphion, um 1840/50